# Eurovoc
Eurovoc è un thesaurus multilingua realizzato e mantenuto dal Ufficio delle pubblicazioni dell'Unione europea. Il tesauro è disponibile in 23 lingue ufficiali dell'Unione europea (bulgaro, croato, cecoslovacco, danese, olandese, inglese, estone, finlandese, francese, tedesco, greco, italiano, ungherese, lettone, lituano, maltese, polacco, portoghese, rumeno, slovacco, sloveno, spagnolo e svedese) e inoltre albanese, macedone e serbo anche se l'interfaccia utente non è ancora disponibile nelle lingue albanese e macedone. Eurovoc è utilizzato dal Parlamento europeo, dall'Ufficio delle pubblicazioni dell'Unione europea dai parlamenti nazionali e regionali in Europa, alcuni dipartimenti dei governi e altre organizzazioni europee. Viene impiegato come una base dei domini terminologici dell'Unione europea: Inter-Active Terminology for Europe (IATE).

## Classificazione geografica
Le sotto-regioni dell'Europa come definite nel tesaurus EuroVoc:

### Europa centrale e orientale
- Albania
- Armenia
- Azerbaigian
- Bielorussia
- Bosnia ed Erzegovina
- Bulgaria
- Croazia
- Georgia
- Kosovo
- Macedonia del Nord
- Moldavia
- Montenegro
- Polonia
- Romania
- Rep. Ceca
- Russia
- Serbia
- Slovacchia
- Slovenia
- Ucraina
- Ungheria

### Europa del Nord
- Danimarca
- Estonia
- Finlandia
- Islanda
- Fær Øer
- Lettonia
- Lituania
- Norvegia
- Svezia

### Europa meridionale
- Cipro
- Gibilterra
- Grecia
- Italia
- Malta
- Portogallo
- San Marino
- Città del Vaticano
- Spagna
- Turchia

### Europa occidentale
- Andorra
- Austria
- Belgio
- Francia
- Germania
- Guernsey
- Irlanda
- Isola di Man
- Jersey
- Liechtenstein
- Lussemburgo
- Monaco
- Paesi Bassi
- Svizzera
- Regno Unito